# Пшедбуж
Пше́дбуж (пол. Przedbórz) — місто в південно-центральній Польщі, на річці Пілиця.
Належить до Радомщанського повіту Лодзького воєводства.

## Демографія
Демографічна структура станом на 31 березня 2011 року:
|          | Загалом | Допрацездатний вік | Працездатний вік | Постпрацездатний вік |
| -------- | ------- | ------------------ | ---------------- | -------------------- |
| Чоловіки | 1817    | 341                | 1319             | 157                  |
| Жінки    | 1955    | 326                | 1200             | 429                  |
| Разом    | 3772    | 667                | 2519             | 586                  |

## Відомі уродженці
- Мар'ян Внук — скульптор.